# Sárközi József (utcazenész)
Sárközi József (Mr. Glass) főfoglalkozású utcazenész.
A Zeneakadémia ütő-tanszakán végzett. Vízzel töltött, behangolt talpas poharakon (olykor befőttesüvegeken is) főleg népszerű klasszikus és latin-amerikai darabokat, egyvelegeket játszik.
Tanulmányait követően Nyugat-Európa nagyvárosaiban lépett fel (Athén, Genf, Birmingham, Stuttgart, Hannover...), mint utcazenész, de  színpadon, és tévéműsorokban is. Általában az utcán fedezik fel, és hívják meg hagyományos színpadokra, tévéstúdiókba.

„A legjelentősebb hely, ahol eddig megvillanthattam tudásomat, Stuttgartban volt 1988-ban. Olivia Newton John koncertje előtt léptem fel, amit egyenes adásban közvetített a ZDF német televízió.”

– Interjúrészlet

– Borsodonline

## Külső hivatkozások
- YouTube
- Weboldal Archiválva 2016. március 4-i dátummal a Wayback Machine-ben
- Magyar Agora, cikk, képek